# Morte secreta do Superman
A Morte secreta do Superman é uma história em quadrinhos da Dc Comics publicada originalmente na revista americana Superman, número 149, 1ª série, novembro de 1961. Narra uma morte imaginária do personagem Superman, na cronologia pré-crise.

## Morte secreta do Superman e aMorte do Superman
Embora se fale hoje em dia, da morte de Super-homem, quase todo o mundo lembra do famoso número 75 de SUPERMAN (2ª série) de janeiro de 1993 (no Brasil, A MORTE DO SUPER-HOMEM), já houve uma morte de Super-homem em 1961, numa edição da mesma coleção, SUPERMAN, no número 149, 1ª série, novembro de 1961. Nós apresentamos a história aqui que, como era típico por aquele tempo, é uma história imaginária em três partes por Jerry Siegel, um dos criadores de Super-Homem, desenhos de Curt Swan com arte-final de Stan Kaye, o mesmo da magnífica capa. 

## Parte 1: Lex Luthor, Herói!
Um dia na prisão de Metrópolis, Lex Luthor provoca um guarda para que ele o ponha para quebrar pedras porque ele vira uma área onde a pedra pareceu-lhe singular. Realmente, cortando a pedra, seu gênio científico percebe que não é uma pedra ordinária mas restos de um meteorito. Na solitária, isolado do mundo inteiro como ele queria, ele examina as pequenas pedras que apanhou da pedreira e ele percebe que são o 'Elemento Z que ele tinha descoberto pelo Universo e que tinha chegado finalmente para a Terra. Luthor faz um passeio até o diretor da prisão e lhe pede que lhe permita usar a área do hospital pois ele descobriu algo com o que podia curar o câncer. O diretor suspeita, porque muitas vezes no passado, Luthor pôde escapar da prisão, e ele lhe pergunta de onde veio o interesse para o bem da humanidade se toda sua vida passou inventando algo com que a pudesse escraviza-la e a domina-la. Luthor lhe responde que ele entendera seu grande erro ao usar seu gênio brilhante para a injustiça em vez de ajudar com ela à humanidade e ele lhe pede uma oportunidade, lhe permitindo usar o hospital durante 24 horas, ao que o diretor finalmente dá o consentimento. Lex passa o dia inteiro usando os aparatos do hospital até que adquire um soro que apresenta ao diretor como a cura para o câncer. 
O diretor continua desconfiando e lhe fala que levará isto aos cientistas de forma que eles provem sua eficácia, mas enquanto isso Luthor continuaria na cela. Depois, no mesmo dia, os cientistas trazem ao diretor as notícias que fora possível curar um paciente com câncer em estado terminal e Luthor lhes fala que isso também terá efeito permanente. O próprio diretor felicita Luthor e ele lhe fala que o nome dele passará para a história como o benfeitor maior da humanidade que ganhará o Prêmio Nobel. Luthor lhe responde que ele não quer recompensas mas só fazer algo que faça esquecer de seu passado de maldade. 
No Planeta Diário, Perry White e os repórteres Clark Kent, Lois Lane e Jimmy Olsen estão encantados com a publicação de seu jornal com uma primeira página que diz: 'Lex Luthor descobre a cura do câncer.' o Super-homem fica desejoso de contribuir à descoberta e parte para o espaço para apanhar todos o 'Elemento Z que encontra desde que Luthor disse que ele precisava de mais. Dias depois Luthor está ante o tribunal da prisão que ainda têm dúvidas para o deixar em liberdade, mas Super-homem aparece pedindo a palavra em favor dele. Eles lhe contestam que alguém que quase foi assassinado tantas vezes por Luthor, diga algo. O Super-homem fala a favor de Luthor e lhes pede para lhe dar a oportunidade dele ser regenerado. Luthor fica entusiasmado, ele diz que é o momento mais feliz em sua vida, aperta a mão de Super-homem e lhe pede desculpas pelos erros do passado, como amigos. Quando Luthor deixa a prisão, o Super-homem o está esperando e lhe pergunta se ele precisa de um pouco de ajuda para começar sua vida nova. Luthor lhe pede para levá-lo voando ao que era seu esconderijo, um museu abandonado no qual tinha instalado máquinas fotográficas para seguir os movimentos de Super-homem. No interior havia um quarto dedicado a pessoas más do passado como Átila, o rei dos hunos, Gengis Khan, O Capitão Kidd e Al Capone. Luthor pede a Super-homem que destrua todas essas estátuas pois agora isto tudo será transformado em um laboratório. Dando um passeio com Super-homem para o interior do museu, ambos se lembram dos dias do passado quando Luthor dava trabalho para Super-homem, como quando utilizou um raio em Super-homem para criar o Bizarro. Depois Luthor anuncia perante a imprensa que seu próximo descobrimento será curar as doenças do coração. Mas quando está sozinho depois que as pessoas da imprensa partiram, o visitam duas pessoas que ele reconhece. Eles são dois gangsters, Duke Garner e Al Mantz, que Luthor quer expulsa-los de lá posto que agora ele é dedicado ao bem, mas os gângsteres lhe falam que se ele não destruir Super-homem eles o matarão. O que decidirá Luthor? Leia o capítulo seguinte.

## Parte II: O Super-guarda-costas de Luthor!
Os gângsteres continuam ameaçando Luthor e eles lhe falam que se não acabar com Super-homem significa que está os traindo e Luthor lhes responde que ele não planeja trair o Super-homem, eles preparam-se para atirar mas naquele momento chega o Homem de Aço que entra voando por uma janela e ele intervém entre as balas e o corpo de Luthor. O super-homem explica a ele que supôs que algo iria acontecer e estava vigiando, então ele lhe dá um relógio que emite ultrasinais, semelhante ao que deu a Jimmy Olsen mas com uma freqüência diferente. O mundo dos criminosos, não sendo capazes de nada contra Super-homem, decidiram matar Luthor a todo custo, e assim começam a acontecer os atentados contra Lex que sempre são desarticulados por Super-homem, que se tornou o seu Super-guarda-costas. Em outro momento, Super-homem fala com sua prima Kara, Supergirl, explicando a ela que ele teme pela vida de Luthor, porque o mundo inteiro dos criminosos pretende eliminá-lo. Eles discutem as possíveis soluções e ao fim eles decidem criar um laboratório espacial onde Luthor pode trabalhar pacificamente nas suas descobertas. Luthor agradece a Super-homem, mas o mundo dos criminosos continua pensando em destruir Luthor e eles lançam mísseis contra o laboratório espacial que o Super-homem consegue para-los antes deles chegarem. Finalmente Super-homem constrói ao redor do laboratório espacial de Luthor um campo de força capaz resistir à explosão da bomba de hidrogênio mais potente e provê a Luthor um projetil que tem a forma e imagem de Luthor onde o relógio de ultrasinais é colocado no caso de necessidade. Uma semana depois, Luthor envia o projétil para a Terra e Super-homem sabe que Luthor lhe pede ajuda assim ele vai depressa. 
Luthor abre uma porta de forma que Super-homem pode entrar e uma vez ele está dentro Luthor aperta um botão e um raio de kryptonita atinge Super-homem, que cai ao chão debilitado. Luthor amarra o Super-homem em uma mesa e um aparato com uma tela, e lança permanentemente raios de de kryptonita nele. A pele de Super-homem começa a ficar verde e por uma janela os amigos de Super-homem, Perry White, Lois e Jimmy Olsen lançam olhares aflitos sem poder fazer qualquer coisa enquanto Super-homem está morrendo pouco a pouco. Lex tira sarro de Super-homem e diz se ele não pensa que foi muito considerável de sua parte seqüestrar seus amigos de forma que eles podem vê-lo morrer. Luthor explica a ele que tudo estava preparado de forma que ele poderia confiar em Luthor e deste modo ter sua guarda abaixada para poder elimina-lo. Lex se assegura que Super-homem não está parando o ritmo de coração, nem seja um dos super-robôs, como ele fez em outros tempos e intensifica as radiações de kryptonita até adquirir a morte total e definitiva de Super-homem. 
“SIM! EU SOU LEX LUTHOR, O HOMEM QUE DESTRUIU O HOMEM DE AÇO!”
Então, ele deixa o corpo sem vida de Super-homem aos seus amigos jornalistas em liberdade de forma que eles possam espalhar as notícias para o mundo, notícias que ele mesmo ele se encarrega de anunciar por microfones do seu laboratório. As pessoas choram e os bandidos do mundo dos criminosos estão bem surpresos de como Luthor enganou até a eles. Luthor pensa que agora nada o opõe para acabar sendo o Rei da Terra. A morte de Super-homem será vingada? Veja o capítulo final disto e impressione-se nesta inesquecível história imaginária.

## Parte III: A Morte De Super-homem!
O sol se esconde em um mundo entristecido. Todas as pessoas decentes da Terra sentem uma grande dor pela morte do Homem de Aço. Logo as ruas de Metrópolis estão cheias de pessoas que fazem fila para entrar na multidão na capela ardente onde o cadáver de Super-homem foi colocado para ser visto pela última vez. Os dignitários mais altos em todos os países da Terra desfilam perante a urna de cristal dentro da qual jaz os restos mortais do corpo do maior super-herói de todos os tempos, cuja pele estava verde devido ao envenenamento por efeito da kryptonita. Todo o tipo de pessoas e de seres passam ante dele em sinal de perda, não só da Terra, mas bastante seres de outros planetas também vieram. Lois e a sua irmã Lucy choram amargamente ante o ente querido. Lois pensa que jamais irá querer qualquer pessoa, exceto ele. Tinha tanto amor o dar-lhe e ele não foi capaz. Então eles passam ante ele Perry White, Jimmy Olsen e Lori Lemaris (que entra numa cadeira de rodas dirigida por Jimmy Olsen). Lana Lang chora por seu amigo se lembrando de sua infância e adolescência juntos em Smallville e como tudo aquilo se tornara amor. Supergirl, sua prima, debaixo da identidade secreta de Linda Lee olha-o aflita, se lembrando de todas as aventuras que tiveram juntos. Também o visita o Rapaz-Relâmpago, Menina de Saturno e Rapaz Cósmico da Legião de Super-heróis. Até mesmo da Fortaleza da Solidão, dizem adeus a ele seus super-robôs e todos os cidadãos da cidade de Kandor. Na Página inteira desta terceira parte, nós vemos que Batman, Robin, Aquaman, Arqueiro Verde, Mulher-Maravilha e The Flash também dizem adeus a Super-homem. Enquanto, no submundo, Luthor celebra uma grande festa com todos os criminosos, exibindo o vídeo que filmou com a morte de Super-homem. Luthor conta todos os detalhes e todos riem e brindam para o gênio de Luthor que pôde eliminar o Super-homem. 
Porém naquele momento um grande estrondo leva uma das paredes da sala de estar em pedaços pela qual aparece o Super-homem. Todos estão surpresos e ademais o próprio Luthor que não acredita em seus olhos. Naquele momento, Super-homem tira a máscara e o traje, revelando uma bonita menina de cabelo longo e loiro que é apresentada a todos como Supergirl, prima de Super-homem. Ela explica a eles que esteve até agora como uma arma secreta e conta a Lex: 'Luthor, em nome do planeta Krypton, você está preso por assassinato.' Todos os bandidos atiram em Supergirl que lhes fala que eles podem economizar balas porque ela tem os mesmos poderes que o Super-homem e planeja continuar com o seu trabalho. Luthor é conduzido por Supergirl a um tribunal de Kandor onde é julgado e o juiz lhe fala que como ele assassinou um kryptoniano que será julgado como kryptoniano. Em seguida o julgamento mais sensacional de todos os tempos é visto pela TV em todas as casas. Muitos testemunham contra ele, entre eles Jimmy Olsen e Lois Lane, que explicam como eles viram Super-homem morrer nas mãos de Luthor. Enquanto isso Luthor permanece impassível pensando que ele tem um ás escondido. Quando chega a hora de Luthor testemunhar, ele se declara culpado e o juiz o condena ser um prisioneiro da Zona Fantasma. Antes de o projetarem para lá, Luthor vai ao juiz kandoriano e lhe fala que castigarem-no não devolverá a vida a Super-homem, mas se eles o deixarem livre promete usar sua ciência para devolver Kandor a seu tamanho original. Mas o juiz lhe fala que os kandorianos não aceitam tratos com bandidos e ordena que a sentença seja executada imediatamente, ao que um raio envolve Luthor que desaparece em meio a seus protestos que eles não podem fazer isso, somente na hora certa de ouvir da boca do juiz que a justiça foi feita devido a seu crime, Luthor permanecerá na Zona Fantasma por toda a eternidade e nunca regressará para o mundo dos homens.
Os jornais do dia seguinte dão as notícias da vingança de Super-homem pela prima Supergirl e todos vêem voar pelos céus a Moça de Aço acompanhado pelo supercão Krypto. Na tumba de Super-homem foi erguida uma estátua enorme do Homem de Aço e quando Supergirl e Krypto passam voando perto dela, Kara pensa que agora que está agindo livremente, em vez de ser a arma secreta de seu primo, mas agora não se sente feliz. Supergirl e Krypto, voando entre as nuvens vêem a figura de Super-homem que os cumprimenta e Supergirl sente uma grande dor pela morte do homem mais forte, mais bondoso e mais poderoso da humanidade inteira, seu primo Super-homem. 
A história termina com a declaração: Bem não sinta tão mal, afinal de contas esta só era uma história imaginária e as possibilidades que aconteça são de uma contra um milhão. 